# Bastille (trupă)
Bastille (stilizat ca BΔSTILLE) este o trupă britanică de Electropop/indie-pop înființată în Londra în anul 2010. Aceasta a început drept proiect al solistului Dan Smith, dar ulterior s-a dezvoltat ca o formație prin venirile bateristului Chris 'Woody' Wood, basistului/chitaristului Will Farquarson și clăparului Kyle Simmons. 
Numele grupului provine de la Ziua națională a Franței, cunoscută și ca Ziua Căderii Bastiliei (numită Bastille Day în engleză). Evenimentul, care este celebrat pe 14 iulie, coincide cu ziua de naștere a vocalistului.
După un început de carieră la o casă de discuri independentă, cvartetul a semnat, în 2011, un contract cu Virgin Records. Primul album al acestora, Bad Blood, a fost lansat în martie 2013 și a debutat pe prima poziție în UK Albums Chart. În 2014, aceștia au fost nominalizați la patru categorii de la Premiile BRIT, unde au și câștigat la secțiunea British Breakthrough Act.
Până la sfârșitul anului 2014, Bastille vânduseră deja 5 milioane de albume în Statele Unite și 2.5 milioane în Regatul Unit.

## Începuturi (2010-2012)
Primul pas în cariera celor de la Bastille a fost reprezentat de lansarea unui dublu single, care includea piesele Flaws și Icarus, în iulie 2011. Produsul, care aparținea de casa de discuri independentă Young and Lost Club, nu a existat decât în 300 de exemplare. 
Totuși, una dintre copii a fost suficientă pentru a atrage atenția prezentatorului de radio Alex Baker de la Kerrang! Radio. Acesta a devenit un prim susținător și promotor al grupului, prin intermediul propriei sale emisiuni, dedicată artiștilor fără casă de discuri.
În noiembrie 2011, cei patru au lansat primul lor EP, Laura Palmer. Alte materiale încărcate pe platforme precum YouTube sau Myspace le-au crescut popularitatea, fapt ce a dus, în luna decembrie a anului 2011, la semnarea unui contract cu Virgin Records.
Anul 2012 a fost marcat de apariția on-line a două mixtape-uri, Other People's Heartache și Other People's Heartache, Pt.2. Cele două EP-uri, devenite disponibile în februarie, respectiv decembrie, cuprindeau combinații de coveruri după alți artiști sau trupe, sample-uri din alte melodii, citate din filme și chiar fragmente din compoziții proprii.
Conceptul seriei de compilații Other People's Heartache a fost descris de către Dan Smith ca fiind „de a crea o coloană sonoră prin folosirea unor coveruri după piese de care oamenii își amintesc, dar nu mai știu exact de unde provin”. sau ca fiind înregistrarea „unei coloane sonore pentru un film imaginar”.

## Bad BloodșiAll This Bad Blood(2012-2015)
Primul single oficial publicat de formația londoneză a fost Overjoyed. Piesa, anterior inclusă pe EP-ul Laura Palmer, a văzut lumina zilei în aprilie 2012, dar nu s-a bucurat de succes comercial. A avut însă parte de aprecierea criticilor, fiind numită, pe 7 martie 2012, drept „Piesa zilei” de către publicația Q Magazine.
Lui Overjoyed i-a urmat single-ul care va da titlul discului de debut, și anume Bad Blood. Clipul acestuia a apărut pe prorpriul canal al acestora de pe VEVO pe data de 29 iunie 2012. La aproape o lună de la apariția părții vizuale, cei patru erau prezentați de către ziarul britanic The Guardian drept ”noua trupă a zilei”. Cântecul a apărut în format digital pe 20 august 2012 și s-a clasat pe locul 90 în UK Singles Chart, devenind astfel prima plasare a grupului în clasamentul britanic.
După o vară în care au performat la festivalurile Reading și Leeds și un început de toamnă întâmpinat în deschiderea cântăreței Emeli Sandé, Bastille au mai scos un single, Flaws. Piesa, apărută anterior semnării cu Virgin, a beneficiat de un videoclip, publicat pe 12 septembrie 2012, iar formatul digital a venit pe data de 21 octombrie 2012. Flaws a devenit prima piesă a cvartetului care s-a clasat în top 40 în UK Singles Chart, ajungând până pe locul 21.
Trupa engleză se va bucura, în continuare, de și mai multă popularitate. Celor trei cântece anterior lansate le-a urmat Pompeii, în ianuarie 2013. 
Al patrulea single de pe Bad Blood, devenit cu timpul cea mai cunoscută compoziție a londonezilor, a ajuns pe locul 2 în Marea Britanie și Italia, a atins prima poziție în Scoția și Irlanda și, la aproape un an de la lansare, s-a aflat pe a cincea poziție în top-ul american Billboard Hot 100.
Albumul Bad Blood a fost lansat pe 4 martie 2013 și a debutat pe locul 1 în clasamentul de specialitate britanic. În aceeași săptamană a fost anunțat al cincilea single de pe album, și anume Laura Palmer. Piesa, denumită după personajul care declanșează intriga serialului american Twin Peaks, a atins locul 42 în țara natală a cvartetului.
Aceștia au mai apărut în deschidere pentru cei de la Muse în mai și iunie 2013. În luna iulie a aceluiași an, grupul a devenit, în premieră, cap de afiș la un festival britanic prin apariția la Blissfields.
Al șaselea single de pe Bad Blood, Things We Lost in the Fire, a avut premiera pe 24 august 2013. Primul album al londonezilor a fost lansat oficial în Statele Unite pe 3 septembrie 2013, prin intermediul ITunes.
Pe 9 octombrie 2013 a fost lansat Of the Night. Combinația dintre piesele Rythm is a Dancer de la Snap! și The Rythm of the Night de la  Corona , care se aflase anterior pe unul dintre mixtape-urile din seria Other People's Heartache, a avut parte de o prezentare publică menită să promoveze versiunea extinsă a materialului de debut, All This Bad Blood.
Of the Night a fost la un pas de a intra pe locul 1 în UK Singles Chart, însă a debutat pe locul 2. Acesta a fost depășit de cover-ul făcut de Lily Allen după cântecul Somewhere Only We Know de la Keane, care a vândut cu 660 de exemplare mai mult.
All This Bad Blood a apărut pe 25 noiembrie 2013.
Pe 25 ianuarie 2014, Bastille au cântat la emisiunea americană Saturday Night Live.
Pe 19 februarie 2014, cvartetul a câștigat premiul British Breakthrough Act, la Premiile BRIT. Victoria, dar și colaborarea cu Rudimental și Ella Eyre de pe scena ceremoniei, au contribuit la creșterea vânzărilor atât pentru Pompeii, cât și pentru materialul discografic pe care se afla. Astfel, s-a ajuns ca, la un an de la lansare, Bad Blood  să se afle din nou pe prima poziție în UK Albums Chart, iar cel de-al patrulea extras de single să ajungă pe locul 20 în UK Singles Chart.
Prestația celor trei, intitulată Pompeii/Waiting All Night, a ajuns și ea în clasamentul britanic, pe locul 21.
După obținerii titulaturii de cel mai bine vândut album în format digital pe anul 2013, anul care a urmat a fost marcat de prezența grupului londonez la festivaluri renumite, precum Coachella, Rock Wechter, T in the Park sau Sziget. Aceștia au efectuat și o primă vizită în România, la festivalul Summer Well, unde au fost cap de afiș în prima zi, pe 9 august.
Ultimul single de pe Bad Blood, Oblivion, a fost lansat în septembrie 2014. Acesta a avut un clip care a beneficiat de prezența actriței engleze Sophie Turner, cunoscută pentru rolul Sansei Stark din serialul Game of Thrones. 
B-side-ul lui Oblivion, bad_news, a fost o piesă anterior nelansată, care a avut parte și ea de un videoclip.

## Vs. și Wild World(2014-2017)
Lucrul la un al doilea material discografic al trupei a început în anul 2014, iar declarațiile inițiale ale basistului Will Farquarson arătau că trupa avea deja pregătite 16-17 demouri pentru acesta. Înregistrările pentru acesta urmau să înceapă în luna septembrie a aceluiași an. Alte indicii, de data asta referitoare la stilul muzical care va fi abordat, au venit din partea solistului Dan Smith, care a afirmat că vor exista „mai multe chitare” pe viitorul album, atât din dorința de a experimenta, cât și din libertate artistică.
Pe 21 octombrie 2014 a fost anunțat oficial al treilea mixtape al grupului, VS.(Other People's Heartache Pt.III). În aceeași zi a fost lansată și piesa Torn Apart, în colaborare cu Grades și rapperița americană Lizzo. O săptămână mai târziu a apărut și cântecul The Driver, inclus inițial într-un remake al coloanei sonore a filmului Drive.
VS.(Other People's Heartache Pt.III) a fost lansat pe 8 decembrie 2014. Printre colaboratorii celor patru la acest material s-au mai numărat HAIM, Angel Haze, MNEK, Rag'n'Bone Man, Rationale și Skunk Anansie.
Sfârșitul anului 2014 a marcat apariția grupului pe o versiune reînregistrată a Do They Know It's Christmas? și o nominalizare la Premiile Grammy la categoria Cel mai bun artist nou, la care au fost ulterior învinși de Sam Smith.